# ملعب مركز جينان الأولمبي الرياضي
ملعب مركز جينان الأولمبي الرياضي هو ملعب متعدد الاستخدامات يقع في جينان، الصين. لديه القدرة على استيعاب 56،808 متفرج. بدأ العمل به في 26 مايو 2006 وانتهى في 20 أبريل 2009م.